# 帕特斯多夫
帕特斯多夫是德国巴伐利亚州的一个市镇。总面积17.04平方公里，总人口1780人，其中男性864人，女性916人（2011年12月31日），人口密度104人/平方公里。